# 比克利冰川
73°51′S 119°50′W / 73.850°S 119.833°W
比克利冰川（英語：Beakley Glacier）是南極洲的冰川，位於卡尼島的鄧肯半島西部，最終注入阿蒙森海，美國地質調查局根據該國海軍的空中照片繪入地圖。